# BMW M43
BMW M43 — четырёхцилиндровый поршневой двигатель (SOHC), который заменил М40 и производился с 1991 по 2002 год (не применялся в автомобилях на североамериканском рынке). Серийная сборка двигателя М43, как и М40, была организована на заводе BMW в городе Штайр. Всего было выпущено 1 254 420 единиц, что сделало завод Steyr самым продуктивным по уровню производства двигателей.
За весь период производства двигатель M43 устанавливался на BMW 3 серии (E36 и E46), BMW Z3 и BMW 5 серии (E34). Объём двигателя варьируется от 1,6 до 1,9 литров. По сравнению с его предшественником M40, он имеет двойной путь впускного коллектора (так называемый индивидуальный впускной коллектор контроля), чтобы обеспечить крутящий момент в широком диапазоне оборотов. Благодаря применению системы DISA (дифференцированная система впуска), уже известной по двигателю M42, удалось наряду с повышением крутящего момента добиться дополнительного улучшения характера его изменения. Максимальный крутящий момент устанавливается уже при 3900 оборотах в минуту. Дальнейшее снижение эксплуатационных затрат и затрат на обслуживание было достигнуто за счёт применения цепного привода распределительного вала и многоручьевого клинового ремня для привода вспомогательных агрегатов.

## Модификации
| Версия | Объём    | Мощность                           | Крутящий момент         | Годы производства | Примечания |
| ------ | -------- | ---------------------------------- | ----------------------- | ----------------- | ---------- |
| M43B16 | 1596 см3 | 75 кВт (102 л. с.) при 5500 об/мин | 150 Н⋅м при 3900 об/мин | 1991—1999         |            |
| M43B16 | 1596 см3 | 60 кВт (82 л. с.) при 5500 об/мин  | 127 Н⋅м при 3900 об/мин | 1995—2000         | КПГ        |
| M43B18 | 1796 см3 | 85 кВт (116 л. с.) при 5500 об/мин | 168 Н⋅м при 3900 об/мин | 1993              |            |
| M43B18 | 1796 см3 | 74 кВт (101 л. с.) при 5500 об/мин | 142 Н⋅м при 3900 об/мин | 1995—1996         | КПГ        |
| M43B19 | 1895 см3 | 87 кВт (118 л. с.) при 5500 об/мин | 180 Н⋅м при 3900 об/мин | 1998              |            |
| M43B19 | 1895 см3 | 77 кВт (105 л. с.) при 5300 об/мин | 165 Н⋅м при 2500 об/мин | 1999              |            |

## M43B16
1,6-литровый вариант поставлялся с системой впрыска топлива Bosch Motronic 1.7.1. и устанавливался на:
- BMW E36 316i Compact
- BMW E46 316i
- BMW E36 316g Compact
- BMW E36 316i Touring

## M43B18
С 1993 года доступен 1,8-литровый двигатель М43 с системой впрыска топлива — Bosch Motronic 1.7.1. Устанавливался на:
- BMW E36 318i (седан, туринг, купе и кабриолет) (с 1992 по 1998 гг.)
- BMW E34 518i (с 1994 по 1996 г.г.)
- BMW E34 518g (с 1995 по 1996 г.г.)
- BMW E36-7 Z3 1,8 (с 1995 по 2001 г.г.)

## M43TU
Двигатель BMW М43TU — модернизированный вариант M43, прежде всего в отношении таких критериев работы как вибрации и акустические параметры, крутящий момент, расход топлива, а также учёт ставших более строгими стандарты по токсичности отработавших газов. В нём в максимально возможной степени используются аналогичные детали двигателя прежней спецификации М43.
1,9-литровый двигатель М43, представленный в 1998 году, известен также как M43B19. С 1998 года двигатель развивал мощность 118,3 л. с. (87 кВт) и устанавливался на:
- BMW E46 318i—318Ci—318ti (седан, туринг, кабриолет)

- BMW E36-7 Z3 1.9

С 1999 года двигатель развивал мощность 104,7 л. с. и устанавливался на:
- BMW E36 316i (Compact)

- BMW E46 316i